# Hannah Britland
Hannah Britland ( Preston, Lancashire, Inglaterra, 31 de diciembre de 1987) es una actriz inglesa, más conocida por haber interpretado a Sam en la serie Fresh Meat.

## Carrera
En 2013 interpretó a Charlie en dos episodios de la serie Skins: Rise. Interpretó a Abigail en la serie de Netflix "Lovesick" desde su primera temporada. También se unió al elenco de la tercera temporada de la serie Fresh Meat, donde interpretó a Sam. Ese mismo año obtuvo un pequeño papel como una azafata de BOAC en la película Rush. El 1 de abril de 2014, apareció como invitada en la popular serie australiana Home and Away, donde interpretó a Linda Somerset hasta el 9 de abril del mismo año.

## Filmografía[4]
Series de televisión
| Año  | Serie         | Personaje      | Notas                       |
| ---- | ------------- | -------------- | --------------------------- |
| 2014 | Home and Away | Linda Somerset | 5 episodios                 |
| 2014 | Our World War | Lizzie         | episodio "Pals" - miniserie |
| 2013 | Fresh Meat    | Sam            | 7 episodios                 |
| 2013 | Big Bad World | Chugger        | episodio# 1.4               |
| 2013 | Skins         | Charlie        | 2 episodios                 |
| 2012 | 4Funnies      | Gwen           | episodio "Uncle"            |
| 2012 | Vera          | Hannah         | episodio "Silent Voices"    |
| 2011 | Misfits       | Emma           | episodio # 3.2              |

Películas
| Año  | Título      | Personaje | Notas |
| ---- | ----------- | --------- | --- |
| 2013 | Ivory Stage | Anna Grey | corto - junto a Duncan Duff, Kathryn Worth, Patrick Knowles, Tim Berrington y Ed Hughes                          |
| 2013 | Rush        | Azafata   | junto a Chris Hemsworth, Daniel Brühl, Olivia Wilde, Alexandra Maria Lara, Pierfrancesco Favino y Natalie Dormer |

Teatro
| Año | Obra               | Personaje | Director (a)      | Teatro                            |
| --- | ------------------ | --------- | ----------------- | --------------------------------- |
| -   | Badenheim 1939     | Lotte     | Christian Burgess | Guildhall School of Music & Drama |
| -   | Henry VI, Part III | Rivers    | Richard Twyman    | Guildhall School of Music & Drama |